# أبو أيوب الأنصاري
أبو أيوب خالد بن زيد بن كليب الأنصاري (المتوفى سنة 52 هـ) صحابي من الأنصار من بني غنم بن مالك بن النجار من الخزرج، شهد بيعة العقبة والمشاهد كلها مع النبي محمد ﷺ، وهو الذي خصَّه النبي محمد بالنزول في بيته عندما قدم إلى يثرب مهاجراً، وأقام عنده حتى بنى حجره ومسجده وانتقل إليها. آخى النبي محمد بينه وبين الصحابي مصعب بن عمير. كان أبو أيوب الأنصاري مع علي بن أبي طالب ومن خاصته، فولاّه على المدينة المنورة حتى دخلها جند معاوية، فلحق به في العراق، وكان على خيله يوم النهروان. توفي أبو أيوب الأنصاري مريضًا، وهو في جيش يزيد بن معاوية المتوجه إلى القسطنطينية.

## سيرته

### نسبه
نسب أبي أيوب هو خالد بن زيد بن كليب بن ثعلبة بن عبد بن عوف بن غنم بن مالك بن النجار بن ثعلبة بن عمرو بن الخزرج، وأمه هند بنت سعيد بن عمرو بن امرئ القيس بن مالك بن ثعلبة بن كعب بن الخزرج بن الحارث بن الخزرج، وقيل أمه زهراء بنت سعد بن قيس بن عمرو بن امرئ القيس بن مالك بن مالك بن ثعلبة بن كعب بن الخزرج بن الحارث بن الخزرج، وقيل هند بنت سعد بن كعب بن عمرو بن امرئ القيس بن مالك بن ثعلبة بن كعب بن الخزرج بن الحارث بن الخزرج.

### مع النبي محمد

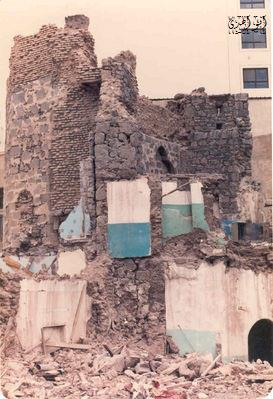
دار أبو أيوب الأنصاري قبل هدمها بالمدينة المنورة

اتفق ابن إسحاق وموسى بن عقبة وأبو معشر البلخي والواقدي أن أبا أيوب شهد بيعة العقبة الثانية مع السبعين من الأنصار في مكة.
لما هاجر النبي محمد إلى يثرب، نزل في قباء، وأقام في بني عمرو بن عوف خمسة أيام أسس فيها مسجد قباء، ثم همّ بدخول يثرب، فاعترضه بنو سالم بن عوف، ثم بني بياضة، فبني ساعدة، فبني الحارث بن الخزرج، فأخواله بني عدي بن النجار، يسألونه أن يقيم بين ظهرانيهم ويقولون: «هلم يا رسول الله إلى العدد والعدة والمنعة»، وهو يعتذر ويقول متحدثًا عن ناقته القصواء: «خَلُّوا سبيلها، فإنها مأمورة»، حتى مر ببني مالك بن النجار، فبركت القصواء في موضع باب مسجده، فنزل النبي محمد عنها، فاحتمل أبو أيوب رحله، فأدخله دار أبي أيوب الأنصاري، وأمر النبي محمد ببناء المسجد. أقام النبي محمد في بيت أبي أيوب مدة شهر، وقيل سبعة أشهر، حتى بنيت حجرة أم المؤمنين سودة، وبني المسجد النبوي. وقد نزل النبي محمد أولاً في الطابق الأسفل من دار أبي أيوب إلى أهريق يومًا ماءً في غرفة أبي أيوب في الطابق الأعلى، فخشي أبو أيوب أن يصيب الماء النبي محمد، فتتبع هو وامرأته أم أيوب الماء بقطيفة، ثم نزل وقال للنبي محمد: «يا رسول الله، لا ينبغي أن نكون فوقك، انتقل إلى الغرفة»، ثم نقل متاعه إلى الأعلى.
آخى النبي محمد بين أبي أيوب ومصعب بن عمير، وشهد أبو أيوب مع النبي محمد المشاهد كلها، وقال ابن هشام أن أبا أيوب هو من أسر أبا العاص بن الربيع ختن النبي محمد يوم بدر.

### بعد وفاة النبي محمد
داوم أبو أيوب الغزو، فكان يقول: «قال الله: ﴿انْفِرُوا خِفَافًا وَثِقَالًا وَجَاهِدُوا بِأَمْوَالِكُمْ وَأَنْفُسِكُمْ فِي سَبِيلِ اللَّهِ ذَلِكُمْ خَيْرٌ لَكُمْ إِنْ كُنْتُمْ تَعْلَمُونَ ۝٤١﴾ [التوبة:41]، لا أجدني إلا خفيفًا أو ثقيلاً». ولم يتخلف أبو أيوب عن غزاة للمسلمين إلا عامًا واحدًا حين استُعمل على الجيش رجل شاب، فقعد ذلك العام. فجعل بعد ذلك العام يتلهّف ويقول: «ما عليّ من استُعمل عليّ».
ولما قُتل عثمان، استُخلف علي بن أبي طالب وبدأت الفتنة، فاستعمل علي أبا أيوب على المدينة المنورة لما أراد الخروج إلى العراق. ذكر ابن جرير الطبري في تاريخه رواية عن عوانة بن الحكم الكلبي عن زياد بن عبد الله البكائي أن أبا أيوب ظل واليًا على المدينة المنورة إلى أن وجّه معاوية بن أبي سفيان بسر بن أرطاة في 3,000 رجل إلى الحجاز، فقدموا المدينة، ففر منهم أبو أيوب، ولحق بعلي في الكوفة دون أن يقاتلهم. فيتفق ذلك مع قول الحاكم النيسابوري في المستدرك أنه لم يشهد مع علي صفين. إلا أن هناك توافق على أن أبا أيوب شهد مع علي بن أبي طالب حرب الخوارج الحرورية، وأنه كان قائدًا لخيل علي بن أبي طالب يوم النهروان.

### وفاته وضريحه

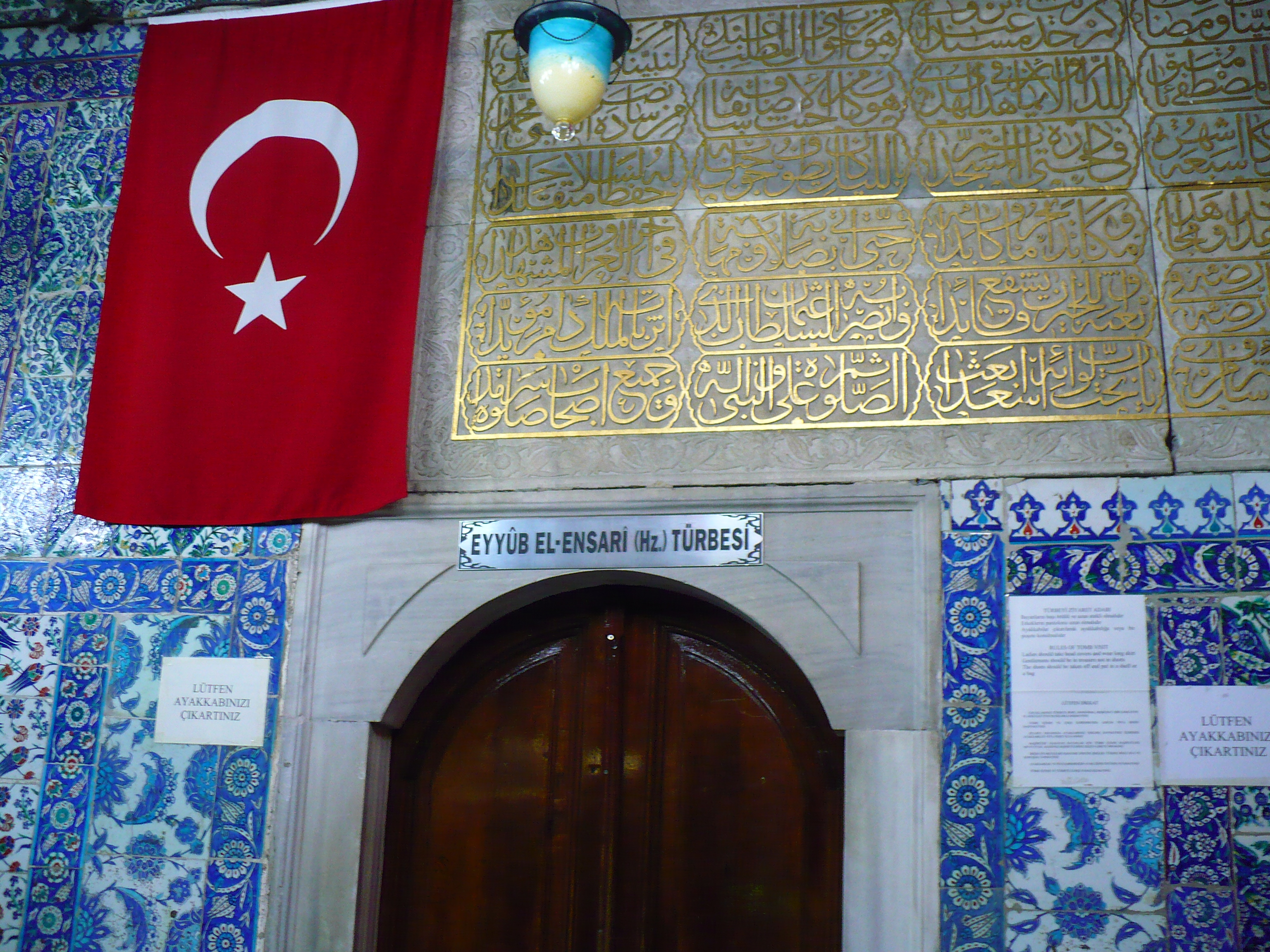
مقام أبي أيوب الأنصاري بإسطنبول

بعد أن استقر الأمر لمعاوية، لم يتخلف أبو أيوب عن الغزو حتى لحق بجيش يزيد بن معاوية المتوجّه إلى القسطنطينية، إلا أنه اشتد به المرض أثناء حصارها، فلما ثقل أوصى أصحابه فقال: «ادفنوني تحت أقدامكم، سمعت رسول الله ﷺ يقول: من مات لا يشرك بالله شيئًا دخل الجنة»، فأتاه يزيد يسأله: «حاجتك؟»، قال أبو أيوب: «نعم، إذا أنا مت، فاركب بي، ثم تبيغ بي في أرض العدو ما وجدت مساغًا؛ فإذا لم تجد مساغًا، فادفني، ثم ارجع». فلما مات، ركب به، ثم سار به، ثم دفنه في أصل حصن القسطنطينية، وصلى عليه يزيد. وقد اختلف حول تاريخ وفاته، فقيل سنة 50 هـ، وقيل 51 هـ، وقيل 52 هـ، وقيل 55 هـ. وقد ترك أبو أيوب من الولد عبد الرحمن أمه أم حسن بنت زيد بن ثابت.

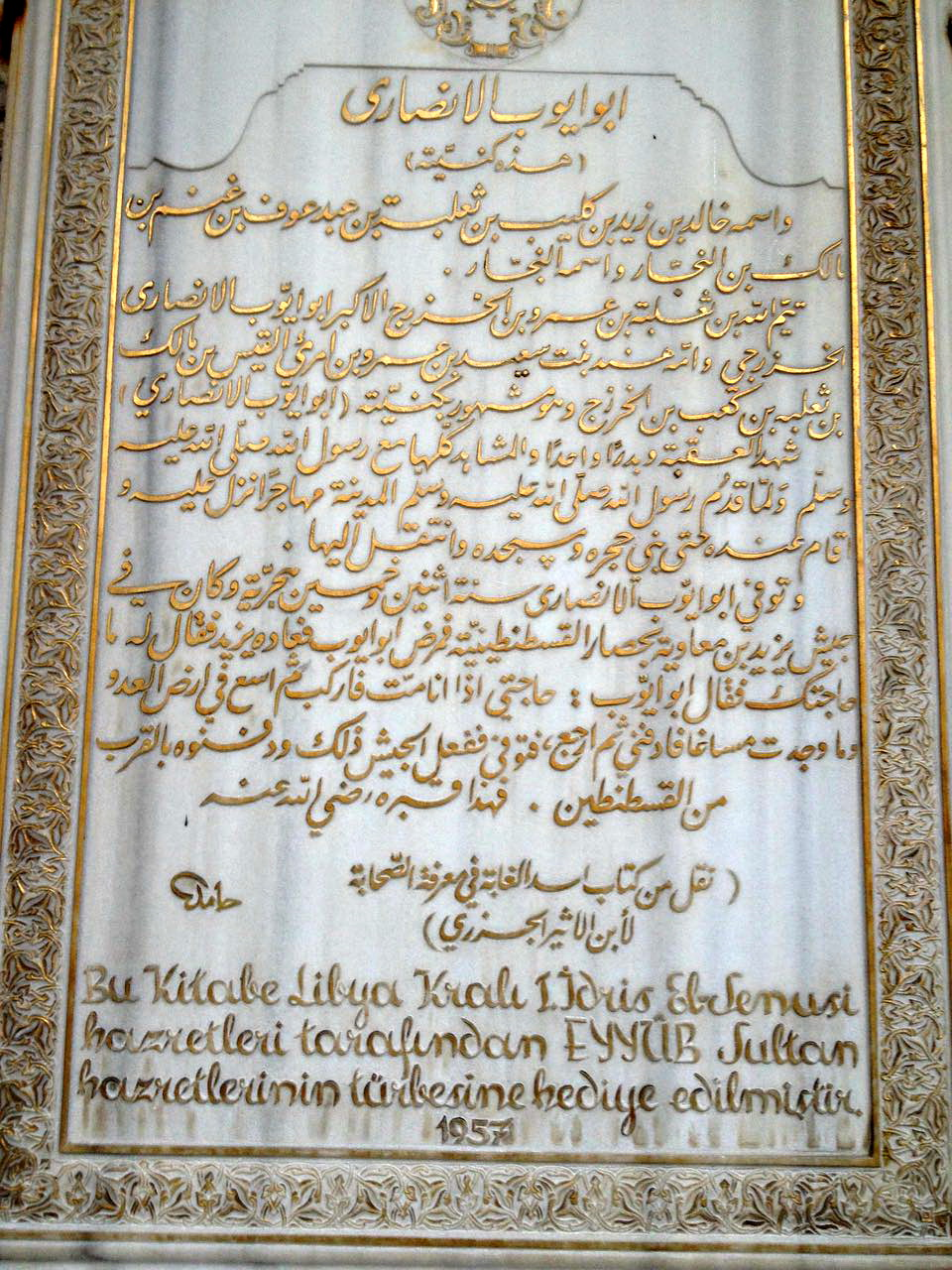
لوحة رخامية معلقة خارج مسجد أبي أيوب الأنصاري (رضي الله عنه) بإسطنبول، تذكر اسمه وبعض مناقبه باللغة العربية.

وقد زعم الواقدي أن الروم يتعاهدون قبره، ويرمونه، ويستسقون به. وبعد أن فتح المسلمون القسطنطينية عام 1453، على يد السلطان العثماني محمد الفاتح، بنوا على قبر أبي أيوب الأنصاري مسجداً، وذلك في عام 1458، وسمَّوا ذلك المسجد جامع أيوب سلطان نسبة لأبي أيوب الأنصاري.

## علاقته بالنبي محمد
كان أبو أيوب متعلّقًا بالنبي محمد ﷺ مقتفيًا لأثره، فقد رُوى عن أبي أيوب أنه أثناء إقامة النبي محمد في داره أنه كان هو وامرأته يلتمسون بركة النبي محمد ﷺ فيأكلون من موضع يد النبي محمد ﷺ، حتى كانت ليلة بعثا فيها بعشاء كان فيه بصل أو ثوم، فردّه النبي محمد ﷺ دون أن يأكل منه، فجائه أبو أيوب فزعًا، وقال: «يا رسول الله، بأبي أنت وأمي، رددت عشاءك، ولم أر فيه موضع يدك، وكنت إذا رددته علينا، تيممت أنا وأم أيوب موضع يدك، نبتغي بذلك البركة»، فقال النبي محمد: 
«إني وجدت فيه ريح هذه الشجرة، وأنا رجل أناجي، فأما أنتم فكلوه»، فأكلا منه، ولم يقدّما له طعامًا كهذا بعد. وروى سعيد بن المسيب أن أبا أيوب أخذ من لحية النبي محمد، فقال له النبي محمد: «لا يصيبك السوء يا أبا أيوب».

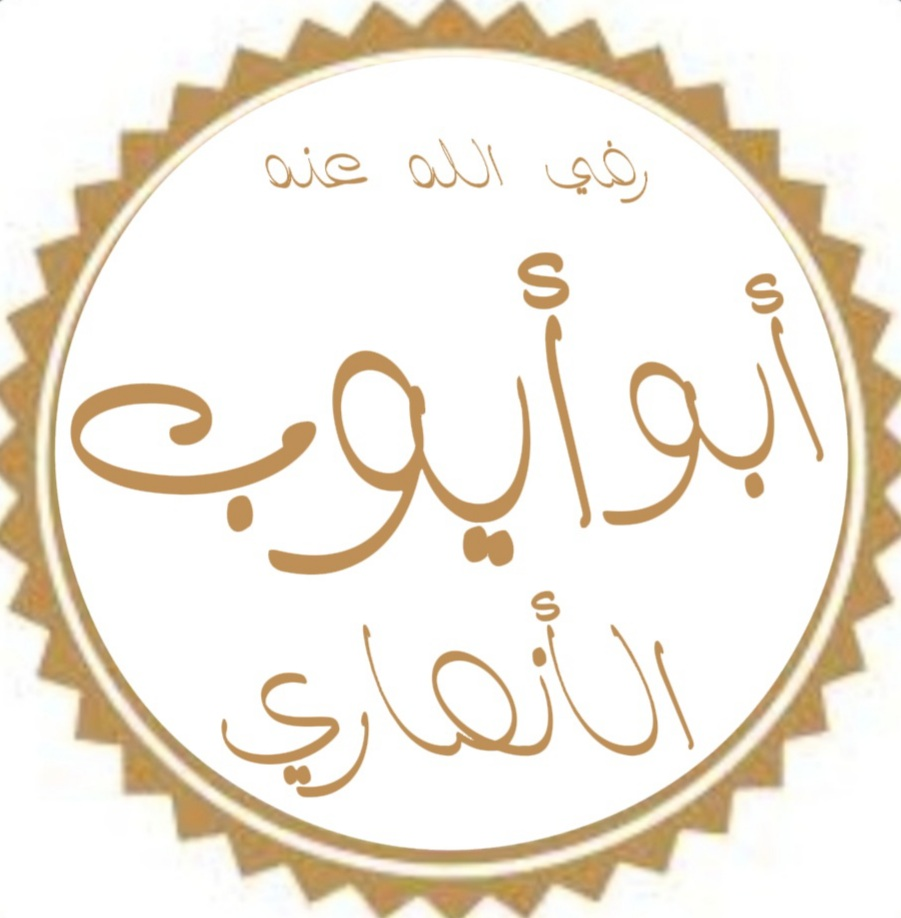
أبو أيوب الأنصاري

كذا، كان أبو أيوب شديدًا في إنفاذ ما أمر به النبي محمد، فقد استهزأ بعض المنافقين في المسجد بالمسلمين، فأمر بهم النبي محمد، فأُخرجوا من المسجد إخراجاً عنيفاً، فقام أبو أيوب الأنصاري إلى عمر بن قيس أحد بني غنم بن مالك بن النجار، وكان صاحب آلهتهم في الجاهلية، فأخذ برجله فسحبه، حتى أخرجه من المسجد، وهو يقول: «أتخرجني يا أبا أيوب من مربد بني ثعلبة»، ثم أقبل أبو أيوب أيضاً إلى رافع بن وديعة أحد بني النجار، فلببه بردائه ثم نتره نتراً شديداً، ولطم وجهه، ثم أخرجه من المسجد، وأبو أيوب يقول له: «أف لك منافقاً خبيثاً، أدراجك يا منافق من مسجد رسول الله ﷺ». كما رُوي أنه بعد فتح خيبر، أعرس النبي محمد بصفية بنت حيي بن أخطب، فبات أبو أيوب الأنصاري متوشحاً سيفه، يحرس النبي، ويطيف بقبته حتى أصبح النبي محمد، فلما رأى مكانه قال: «مالك يا أبا أيوب؟»، قال: «يا رسول الله، خفت عليك من هذه المرأة، وكانت امرأة قد قتلت أباها وزوجها وقومها، وكانت حديثة عهد بكفر، فخفتها عليك»
، فدعا له فقال: «اللهم احفظ أبا أيوب كما بات يحفظني».
وقد نزلت في أبي أيوب آية: ﴿لَوْلَا إِذْ سَمِعْتُمُوهُ ظَنَّ الْمُؤْمِنُونَ وَالْمُؤْمِنَاتُ بِأَنْفُسِهِمْ خَيْرًا وَقَالُوا هَذَا إِفْكٌ مُبِينٌ ۝١٢﴾ [النور:12] في حادثة الإفك، حيث روى أفلح مولى أبي أيوب، أن أم أيوب قالت لأبي أيوب: «أما تسمع ما يقول الناس في عائشة؟»، قال: «بلى، وذلك الكذب، أفكنت يا أم أيوب فاعلة ذلك؟»، قالت: «لا والله»، قال: «فعائشة والله خير منك»، فنزلت فيهما الآية.

## منزلته عند الصحابة
حفظ الصحابة لأبي أيوب فضله، فقد روى حبيب بن أبي ثابت أن أبا أيوب قدم على عبد الله بن عباس البصرة، فأفرغ له بيته، وقال: «لأصنعن بك كما صنعت برسول الله ﷺ»، ولما استخلف علي بن أبي طالب، سأله: «ما حاجتك؟»، قال: «حاجتي عطائي، وثمانية أعبد يعملون في أرضي»، وكان عطاء أبو أيوب أربعة آلاف، فضاعفها علي له خمس مرات، فأعطاه عشرين ألفًا، وأربعين عبدًا.

## روايته للحديث النبوي
- روى عن: النبي محمد وأبي بن كعب.[5][11]
- روى عنه: جابر بن سمرة والبراء بن عازب والمقدام بن معدي كرب وعبد الله بن يزيد الخطمي وجبير بن نفير وسعيد بن المسيب وموسى بن طلحة بن عبيد الله وعروة بن الزبير وعطاء بن يزيد الليثي وأفلح مولى أبي أيوب وأبو رهم السماعي وأبو سلمة بن عبد الرحمن بن عوف وعبد الرحمن بن أبي ليلى وقرثع الضبي ومحمد بن كعب القرظي وأبو عبد الرحمن القاسم الشامي[2] وعبد الله بن عباس وعبد الله بن عمر بن الخطاب وأبو أمامة الباهلي وزيد بن خالد الجهني وأنس بن مالك وسالم بن عبد الله بن عمر بن الخطاب وعطاء بن يسار[3] وأبو عمران أسلم التجيبي والأسود بن يزيد النخعي وحبيب بن أوس الثقفي ورافع بن إسحاق الأنصاري والربيع بن خثيم وزياد بن أنعم الإفريقي وسفيان بن وهب الخولاني وطلحة بن نافع وعاصم بن سفيان بن عبد الله الثقفي وعبد الله بن حنين وعبد الله بن أبي عتبة وعبد الله بن عمرو بن عبد القاري وعبد الله بن كعب بن مالك وعبد الله بن يزيد أبو عبد الرحمن الحبلي وعبد الرحمن بن سعاد وعبد الرحمن بن عبد القاري وعبيد بن تعلى الفلسطيني وعثمان بن جبير مولى أبي أيوب وعلقمة بن قيس النخعي وعمر بن ثابت الأنصاري وعمرو بن ميمون ومحمد بن المنكدر ومرثد بن عبد الله اليزني ومعاوية بن قرة المزني وأبو الأحوص المدني وأبو تميم الجيشاني وابن أخيه أبو سورة الأنصاري وأبو الشمال بن ضباب وأبو صرمة الأنصاري وأبو محمد الحضرمي.[5][23]
- منزلته عند أهل الحديث: عدّ بقي بن مخلد لأبي أيوب في مسنده 155 حديث منها سبعة متفق عليها، وانفرد البخاري بحديث، ومسلم بخمسة أحاديث،[2] كما روى له باقي الجماعة.[5]